# Danh sách tiểu hành tinh: 4901–5000
| Tên                 | Tên đầu tiên | Ngày phát hiện       | Nơi phát hiện          | Người phát hiện                                        |
| ------------------- | ------------ | -------------------- | ---------------------- | ------------------------------------------------------ |
| 4901                | 1988 VJ      | 3 tháng 11 năm 1988  | Yorii                  | M. Arai, H. Mori                                       |
| 4902 Thessandrus    | 1989 AN2     | 9 tháng 1 năm 1989   | Palomar                | C. S. Shoemaker                                        |
| 4903 Ichikawa       | 1989 UD      | 20 tháng 10 năm 1989 | Kani                   | Y. Mizuno, T. Furuta                                   |
| 4904 Makio          | 1989 WZ      | 21 tháng 11 năm 1989 | Kani                   | Y. Mizuno, T. Furuta                                   |
| 4905 Hiromi         | 1991 JM1     | 15 tháng 5 năm 1991  | Kitami                 | A. Takahashi, K. Watanabe                              |
| 4906 Seneferu       | 2533 P-L     | 24 tháng 9 năm 1960  | Palomar                | C. J. van Houten, I. van Houten-Groeneveld, T. Gehrels |
| 4907 Zoser          | 7618 P-L     | 17 tháng 10 năm 1960 | Palomar                | C. J. van Houten, I. van Houten-Groeneveld, T. Gehrels |
| 4908 Ward           | 1933 SD      | 17 tháng 9 năm 1933  | Uccle                  | F. Rigaux                                              |
| 4909 Couteau        | 1949 SA1     | 28 tháng 9 năm 1949  | Nice                   | M. Laugier                                             |
| 4910 Kawasato       | 1953 PR      | 11 tháng 8 năm 1953  | Heidelberg             | K. Reinmuth                                            |
| 4911 Rosenzweig     | 1953 UD      | 16 tháng 10 năm 1953 | Brooklyn               | Đại học Indiana                                        |
| 4912 Emilhaury      | 1953 VX1     | 11 tháng 11 năm 1953 | Brooklyn               | Đại học Indiana                                        |
| 4913 Wangxuan       | 1965 SO      | 20 tháng 9 năm 1965  | Nanking                | Purple Mountain Observatory                            |
| 4914 Pardina        | 1969 GD      | 9 tháng 4 năm 1969   | El Leoncito            | Felix Aguilar Observatory                              |
| 4915 Solzhenitsyn   | 1969 TJ2     | 8 tháng 10 năm 1969  | Nauchnij               | L. I. Chernykh                                         |
| 4916 Brumberg       | 1970 PS      | 10 tháng 8 năm 1970  | Nauchnij               | Đài thiên văn vật lý thiên văn Krym                    |
| 4917 Yurilvovia     | 1973 SC6     | 28 tháng 9 năm 1973  | Nauchnij               | Đài thiên văn vật lý thiên văn Krym                    |
| 4918 Rostropovich   | 1974 QU1     | 24 tháng 8 năm 1974  | Nauchnij               | L. I. Chernykh                                         |
| 4919 Vishnevskaya   | 1974 SR1     | 19 tháng 9 năm 1974  | Nauchnij               | L. I. Chernykh                                         |
| 4920 Gromov         | 1978 PY2     | 8 tháng 8 năm 1978   | Nauchnij               | N. S. Chernykh                                         |
| 4921 Volonté        | 1980 SJ      | 29 tháng 9 năm 1980  | Kleť                   | Z. Vávrová                                             |
| 4922 Leshin         | 1981 EH4     | 2 tháng 3 năm 1981   | Siding Spring          | S. J. Bus                                              |
| 4923 Clarke         | 1981 EO27    | 2 tháng 3 năm 1981   | Siding Spring          | S. J. Bus                                              |
| 4924 Hiltner        | 1981 EQ40    | 2 tháng 3 năm 1981   | Siding Spring          | S. J. Bus                                              |
| 4925 Zhoushan       | 1981 XH2     | 3 tháng 12 năm 1981  | Nanking                | Purple Mountain Observatory                            |
| 4926 Smoktunovskij  | 1982 ST6     | 16 tháng 9 năm 1982  | Nauchnij               | L. I. Chernykh                                         |
| 4927 O'Connell      | 1982 UP2     | 21 tháng 10 năm 1982 | Kleť                   | Z. Vávrová                                             |
| 4928 Vermeer        | 1982 UG7     | 21 tháng 10 năm 1982 | Nauchnij               | L. G. Karachkina                                       |
| 4929 Yamatai        | 1982 XV      | 13 tháng 12 năm 1982 | Kiso                   | H. Kosai, K. Hurukawa                                  |
| 4930 Rephiltim      | 1983 AO2     | 10 tháng 1 năm 1983  | Palomar                | S. L. Salyards                                         |
| 4931 Tomsk          | 1983 CN3     | 11 tháng 2 năm 1983  | La Silla               | H. Debehogne, G. DeSanctis                             |
| 4932 Texstapa       | 1984 EA1     | 9 tháng 3 năm 1984   | Anderson Mesa          | B. A. Skiff                                            |
| 4933                | 1984 EN1     | 2 tháng 3 năm 1984   | La Silla               | H. Debehogne                                           |
| 4934 Rhôneranger    | 1985 JJ      | 15 tháng 5 năm 1985  | Anderson Mesa          | E. Bowell                                              |
| 4935 Maslachkova    | 1985 PD2     | 13 tháng 8 năm 1985  | Nauchnij               | N. S. Chernykh                                         |
| 4936 Butakov        | 1985 UY4     | 22 tháng 10 năm 1985 | Nauchnij               | L. V. Zhuravleva                                       |
| 4937 Lintott        | 1986 CL1     | 1 tháng 2 năm 1986   | La Silla               | H. Debehogne                                           |
| 4938                | 1986 CQ1     | 5 tháng 2 năm 1986   | La Silla               | H. Debehogne                                           |
| 4939                | 1986 QL1     | 27 tháng 8 năm 1986  | La Silla               | H. Debehogne                                           |
| 4940 Polenov        | 1986 QY4     | 18 tháng 8 năm 1986  | Nauchnij               | L. G. Karachkina                                       |
| 4941                | 1986 UA      | 25 tháng 10 năm 1986 | Toyota                 | K. Suzuki, T. Urata                                    |
| 4942                | 1987 DU6     | 24 tháng 2 năm 1987  | La Silla               | H. Debehogne                                           |
| 4943 Lac d'Orient   | 1987 OQ      | 27 tháng 7 năm 1987  | Haute Provence         | E. W. Elst                                             |
| 4944 Kozlovskij     | 1987 RP3     | 2 tháng 9 năm 1987   | Nauchnij               | L. I. Chernykh                                         |
| 4945 Ikenozenni     | 1987 SJ      | 18 tháng 9 năm 1987  | Toyota                 | K. Suzuki, T. Urata                                    |
| 4946 Askalaphus     | 1988 BW1     | 21 tháng 1 năm 1988  | Palomar                | C. S. Shoemaker, E. M. Shoemaker                       |
| 4947 Ninkasi        | 1988 TJ1     | 12 tháng 10 năm 1988 | Palomar                | C. S. Shoemaker                                        |
| 4948 Hideonishimura | 1988 VF1     | 3 tháng 11 năm 1988  | Oohira                 | W. Kakei, M. Kizawa, T. Urata                          |
| 4949 Akasofu        | 1988 WE      | 29 tháng 11 năm 1988 | Chiyoda                | T. Kojima                                              |
| 4950 House          | 1988 XO1     | 7 tháng 12 năm 1988  | Palomar                | E. F. Helin                                            |
| 4951 Iwamoto        | 1990 BM      | 21 tháng 1 năm 1990  | Kani                   | Y. Mizuno, T. Furuta                                   |
| 4952 Kibeshigemaro  | 1990 FC1     | 26 tháng 3 năm 1990  | Dynic                  | A. Sugie                                               |
| 4953                | 1990 MU      | 23 tháng 6 năm 1990  | Siding Spring          | R. H. McNaught                                         |
| 4954 Eric           | 1990 SQ      | 23 tháng 9 năm 1990  | Palomar                | B. Roman                                               |
| 4955 Gold           | 1990 SF2     | 17 tháng 9 năm 1990  | Palomar                | H. E. Holt                                             |
| 4956 Noymer         | 1990 VG1     | 12 tháng 11 năm 1990 | Siding Spring          | R. H. McNaught                                         |
| 4957 Brucemurray    | 1990 XJ      | 15 tháng 12 năm 1990 | Palomar                | E. F. Helin                                            |
| 4958 Wellnitz       | 1991 NT1     | 13 tháng 7 năm 1991  | Palomar                | H. E. Holt                                             |
| 4959 Niinoama       | 1991 PA1     | 15 tháng 8 năm 1991  | Yakiimo                | A. Natori, T. Urata                                    |
| 4960 Mayo           | 4657 P-L     | 24 tháng 9 năm 1960  | Palomar                | C. J. van Houten, I. van Houten-Groeneveld, T. Gehrels |
| 4961 Timherder      | 1958 TH1     | 8 tháng 10 năm 1958  | Flagstaff              | LONEOS                                                 |
| 4962 Vecherka       | 1973 TP      | 1 tháng 10 năm 1973  | Nauchnij               | T. M. Smirnova                                         |
| 4963 Kanroku        | 1977 DR1     | 18 tháng 2 năm 1977  | Kiso                   | H. Kosai, K. Hurukawa                                  |
| 4964 Kourovka       | 1979 OD15    | 21 tháng 7 năm 1979  | Nauchnij               | N. S. Chernykh                                         |
| 4965 Takeda         | 1981 EP28    | 6 tháng 3 năm 1981   | Siding Spring          | S. J. Bus                                              |
| 4966 Edolsen        | 1981 EO34    | 2 tháng 3 năm 1981   | Siding Spring          | S. J. Bus                                              |
| 4967 Glia           | 1983 CF1     | 11 tháng 2 năm 1983  | Anderson Mesa          | N. G. Thomas                                           |
| 4968 Suzamur        | 1986 PQ      | 1 tháng 8 năm 1986   | Palomar                | E. F. Helin                                            |
| 4969 Lawrence       | 1986 TU      | 4 tháng 10 năm 1986  | Palomar                | E. F. Helin                                            |
| 4970 Druyan         | 1988 VO2     | 12 tháng 11 năm 1988 | Palomar                | E. F. Helin                                            |
| 4971 Hoshinohiroba  | 1989 BY      | 30 tháng 1 năm 1989  | Kitami                 | T. Fujii, K. Watanabe                                  |
| 4972 Pachelbel      | 1989 UE7     | 23 tháng 10 năm 1989 | Tautenburg Observatory | F. Börngen                                             |
| 4973 Showa          | 1990 FT      | 18 tháng 3 năm 1990  | Kitami                 | K. Endate, K. Watanabe                                 |
| 4974 Elford         | 1990 LA      | 14 tháng 6 năm 1990  | Siding Spring          | R. H. McNaught                                         |
| 4975 Dohmoto        | 1990 SZ1     | 16 tháng 9 năm 1990  | Kitami                 | T. Fujii, K. Watanabe                                  |
| 4976 Choukyongchol  | 1991 PM      | 9 tháng 8 năm 1991   | JCPM Sapporo           | K. Watanabe                                            |
| 4977 Rauthgundis    | 2018 P-L     | 24 tháng 9 năm 1960  | Palomar                | C. J. van Houten, I. van Houten-Groeneveld, T. Gehrels |
| 4978 Seitz          | 4069 T-2     | 29 tháng 9 năm 1973  | Palomar                | C. J. van Houten, I. van Houten-Groeneveld, T. Gehrels |
| 4979 Otawara        | 1949 PQ      | 2 tháng 8 năm 1949   | Heidelberg             | K. Reinmuth                                            |
| 4980 Magomaev       | 1974 SP1     | 19 tháng 9 năm 1974  | Nauchnij               | L. I. Chernykh                                         |
| 4981 Sinyavskaya    | 1974 VS      | 12 tháng 11 năm 1974 | Nauchnij               | L. I. Chernykh                                         |
| 4982 Bartini        | 1977 PE1     | 14 tháng 8 năm 1977  | Nauchnij               | N. S. Chernykh                                         |
| 4983 Schroeteria    | 1977 RD7     | 11 tháng 9 năm 1977  | Nauchnij               | N. S. Chernykh                                         |
| 4984                | 1978 VU10    | 7 tháng 11 năm 1978  | Palomar                | E. F. Helin, S. J. Bus                                 |
| 4985 Fitzsimmons    | 1979 QK4     | 23 tháng 8 năm 1979  | La Silla               | C.-I. Lagerkvist                                       |
| 4986 Osipovia       | 1979 SL7     | 23 tháng 9 năm 1979  | Nauchnij               | N. S. Chernykh                                         |
| 4987 Flamsteed      | 1980 FH12    | 20 tháng 3 năm 1980  | Bickley                | Perth Observatory                                      |
| 4988 Chushuho       | 1980 VU1     | 6 tháng 11 năm 1980  | Nanking                | Purple Mountain Observatory                            |
| 4989 Joegoldstein   | 1981 DX1     | 28 tháng 2 năm 1981  | Siding Spring          | S. J. Bus                                              |
| 4990 Trombka        | 1981 ET26    | 2 tháng 3 năm 1981   | Siding Spring          | S. J. Bus                                              |
| 4991 Hansuess       | 1981 EU29    | 1 tháng 3 năm 1981   | Siding Spring          | S. J. Bus                                              |
| 4992 Kálmán         | 1982 UX10    | 25 tháng 10 năm 1982 | Nauchnij               | L. V. Zhuravleva                                       |
| 4993 Cossard        | 1983 GR      | 11 tháng 4 năm 1983  | La Silla               | H. Debehogne, G. DeSanctis                             |
| 4994 Kisala         | 1983 RK3     | 1 tháng 9 năm 1983   | La Silla               | H. Debehogne                                           |
| 4995 Griffin        | 1984 QR      | 28 tháng 8 năm 1984  | Palomar                | S. R. Swanson                                          |
| 4996 Veisberg       | 1986 PX5     | 11 tháng 8 năm 1986  | Nauchnij               | L. G. Karachkina                                       |
| 4997 Ksana          | 1986 TM      | 6 tháng 10 năm 1986  | Nauchnij               | L. G. Karachkina                                       |
| 4998 Kabashima      | 1986 VG      | 5 tháng 11 năm 1986  | Toyota                 | K. Suzuki, T. Urata                                    |
| 4999 MPC            | 1987 CJ      | 2 tháng 2 năm 1987   | La Silla               | E. W. Elst                                             |
| 5000 IAU            | 1987 QN7     | 23 tháng 8 năm 1987  | Palomar                | E. F. Helin                                            |